# Cecilija
Cecilija je žensko osebno ime.

## Izvor imena
Ime Cecilija izhaja iz latinskega imena Caecilia, ki izhaja iz latinskega rodovnega imena Caecilius. To se prek manjšalnice ceacilius povezuje  z latinskim pridevnikom ceasus v pomenu besede »slep«. V skladu s to razlago nekateri pojasnjujejo ime Cecilija kot »slepa, to je za lažen sijaj in brezciljno vsakdanjost«.

## Različice imena
- ženske oblike imena: Cica, Cicilija, Cila, Cilika, Cilka
- moška oblika imena: Cecil

## Tujejezikovne različice imena
- pri Angležih: Cecily, skrajšano Sissy, Celia, moška oblika Cecil
- pri Francozih: Cecile, Cicile
- pri Nemcih: Cäcilia, skrajšano Cilli

## Pogostost imena
Po podatkih Statističnega urada Republike Slovenije je bilo na dan 31. decembra 2007 v Sloveniji
2.082 oseb z imenom Cecilija. Ime Cecilija je bilo po pogostosti uporabe na ta dan na 121. mestu.

## Osebni praznik
Cecilija je ime rimske device, svetnice in mučenice iz 3. stoletja, god praznuje 22. novembra, ki velja za zavetnico glasbe, glasbenikov pesnikov, pevcev, orglarjev in izdelovalcev glasbenih inštrumentov. V Sloveniji sta dve cerkvi sv. Cecilije.

## Zanimivosti
- V zvezi s sv. Cecilijo je nastal izraz cecilijanstvo, ki pomeni težnjo po reformiranju cerkvenega petja, ki je pod vplivom italijanske opere dobilo precej posveten značaj. To so skušali doseči t. i. cecilijanci, organizirani v cecilijanskih društvih. V Ljubljani je tako društvo nastalo leta 1877.
- Sv. Cecilija je tudi v  vremenskem pregovoru: Sv. Cecilije če hudo grmi, dosti pridelka ob letu kmet dobi.